# غز غرد (مشيز بردسير)
غز غرد (بالإنجليزية: Gez-e Gerd, Mashiz)‏ هي قرية تقع في إيران في كرمان. يقدر عدد سكانها بـ 38 نسمة .